# Anna Radziwiłłówna (1476–1522)
Anna Radziwiłłówna (lit. Ona Radvilaitė) herbu Trąby (ur. 1476, zm. 23 marca 1522 w Liwie) – księżna mazowiecka, żona księcia mazowieckiego Konrada III Rudego, córka Mikołaja Radziwiłłowicza i Zofii Anny Moniwidówny.

## Życiorys

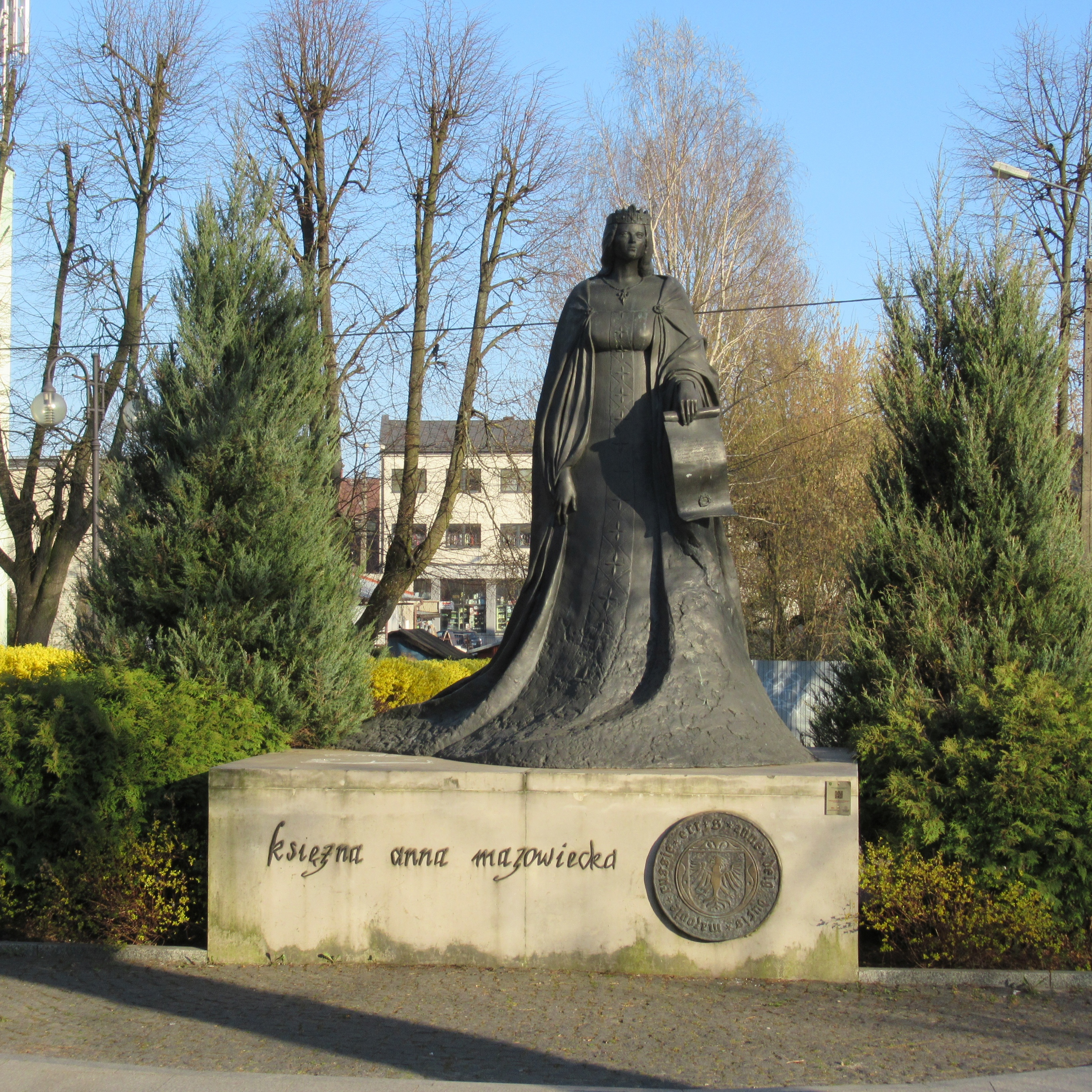
Pomnik Anny Radziwiłłówny w Ostrowi Mazowieckiej

W 1496 lub 1497 została żoną księcia mazowieckiego Konrada III Rudego, wnosząc mu 20 000 dukatów posagu. Dała, dotychczas bezdzietnemu, księciu dwie córki i dwóch synów, co skłoniło go do domagania się od Jagiellonów zwrotu Płocka oraz uznania praw dziedzicznych do księstwa czerskiego oraz (otrzymanego w dożywocie) księstwa warszawskiego.
29 października 1503 po nagłej śmierci męża została regentką Mazowsza i przeciwstawiła się dążeniom króla Polski do inkorporacji tej dzielnicy do Korony. W 1504 na sejmie piotrkowskim uzyskała od Aleksandra Jagiellończyka nadanie ziemi warszawskiej, ciechanowskiej, łomżyńskiej i nowogrodzkiej dla swoich synów Stanisława i Janusza. W 1507 roku Zygmunt I Stary udzielił upoważnienia księżnej Annie i jej synom Stanisławowi i Januszowi do wykupu zamku Wizna i ziemi wiskiej od starosty Jakuba Glinki, a po jego śmierci od jego następcy Jakuba Kościeleckiego. Do wykupu przez Annę zamku i Wizny doszło w 1512 roku za 6 tys. florenów. W imieniu synów do 1518 roku sprawowała regencję, która zakończyła się dopiero w wyniku rozruchów szlachty zaniepokojonej niekończącymi się rządami księżnej wdowy. Fakt objęcia formalnych rządów przez młodych książąt nie zmienił wiele i Anna zachowała aż do swej śmierci w 1522 realną władzę. W latach 1511–1517 zabiegała o utworzenie biskupstwa warszawskiego, ale sprzeciwił się temu Zygmunt I Stary. 28 grudnia 1514 nadała Ostrowi Mazowieckiej przywilej czterech jarmarków rocznie i jednego targu tygodniowo, co wpłynęło korzystnie na rozwój tego miasta.
Zmarła 23 marca 1522 roku i pochowana została w kościele św. Anny w Warszawie.
6 czerwca 2004 w Ostrowi Mazowieckiej odsłonięty został pomnik księżnej autorstwa Mirosławy Skoczek.

## Życie prywatne
Była córką Mikołaja Radziwiłłowicza h. Trąby i Zofii Anny Moniwid h. Leliwa. Miała czwórkę rodzeństwa; Mikołaja, Jana, Wojciecha i Jerzego. Między dniem 6 października 1496 a rokiem 1497 wzięła ślub z Konradem III Rudym i miała z nim czwórkę dzieci, Zofię, Annę, Stanisława i Janusza.